# Vaccin contre la diphtérie
Le vaccin contre la diphtérie est un vaccin destiné à prévenir la diphtérie, une maladie causée par une bactérie du genre Corynebacterium. L'efficacité du vaccin est importante et ses effets secondaires sont le plus souvent sans gravité. Il fait partie des vaccins recommandés tout au long de la vie.

## Rappels
La diphtérie est une maladie toxi-infectieuse affectant essentiellement les voies respiratoires supérieures et la peau, pouvant entraîner une obstruction du larynx, des paralysies ou une myocardite. Elle est causée par deux catégories de bactérie du genre Corynebacterium : Corynebacterium diphtheriae et Corynebacterium non diphtheriae (essentiellement Corynebacterium ulcerans).

## Caractéristiques
Le vaccin contre la diphtérie est composé d'une anatoxine. On distingue les vaccins à concentration normale avec au moins 30 unités par dose, et les vaccins à concentration dite réduite avec au moins 2 unités par dose. L'anatoxine est adsorbée sur sels d'aluminium. Étant donné que le vaccin cible l'anatoxine, il immunise contre les effets de la diphtérie, mais pas contre l'infection,. Les personnes vaccinées restent donc des porteurs potentiels de la maladie, bien qu'une certaine immunité de groupe inexpliquée soit induite,.
En France, le vaccin est disponible uniquement sous forme combinée :
- aux vaccins contre la poliomyélite et le tétanos (vaccin DTP), indisponible en France depuis 2008[4] ;
- aux vaccins contre la coqueluche, la poliomyélite et le tétanos (vaccin DTCP) ;
- aux vaccins contre la coqueluche, les infections à Haemophilus influenzae, la poliomyélite et le tétanos (vaccin DTCP-Hib) ;
- aux vaccins contre la coqueluche, les infections à Haemophilus influenzae, l'hépatite B, la poliomyélite et le tétanos (vaccin DTC-HepB-P-Hib).

Le vaccin est à administrer par voie intramusculaire.

## Recommandations
En France, la primo-vaccination recommandée des nourrissons se compose de deux injections à deux mois d'intervalle, aux âges de 2 et 4 mois, suivies d'un rappel à l'âge de 11 mois. Les rappels ultérieurs recommandés sont aux âges de 6 ans puis entre 11 et 13 ans chez l'enfant. Par la suite chez l'adulte, les vaccinations sont recommandées aux âges de 25 ans, 45 ans et 65 ans, puis tous les 10 ans.
La primo-vaccination du nourrisson contre la diphtérie est obligatoire en France depuis la loi du 25 juin 1938 (modifiée le 24 novembre 1940 puis le 7 septembre 1948 et enfin le 12 août 1966).

## Efficacité
Le seuil de protection est un taux d'anticorps diphtériques supérieur à 0,1 UI/mL. L'immunité conférée à partir de la deuxième injection persiste au moins 5 ans après le rappel chez l'enfant, avec un taux de conversion de 96 %.

## Tolérance
Les effets indésirables du vaccin contre la diphtérie sont dans l'ensemble bénins et transitoires. Une douleur, un œdème et une rougeur du site d'injection sont courants. Un nodule peut dans certains cas se former. Parfois, un malaise, une céphalée ou une fièvre peuvent survenir. Les réactions anaphylactiques graves ou neurologiques sont exceptionnelles.
Le risque de réaction locale et fébrile grave augmente avec l'âge, et il est diminué par l'utilisation de vaccin à dose réduite.
Le vaccin contre la diphtérie est contre-indiqué en cas d'hypersensibilité à un de ses composants, ou de troubles neurologiques survenus à la suite d'une précédente administration. La vaccination doit être différée en cas d'affection aiguë, hors infection mineure.